# Ingo Schulze
Ingo Schulze (n. 15 decembrie 1962, Dresda, RDG) este un scriitor contemporan din Germania, cunoscut pentru tratarea în romanele sale a Reunificării germane și a vieții în Germania de Est.

## Biografie
Schulze s-a născut la Dresda în Germania de Est. Studiază filologia clasică la Universitatea din Jena între 1983 și 1988, apoi lucreaza ca secretar literar la Teatrul de Stat din Altenburg. După căderea Zidului fondează alături de prieteni ziarul Altenburger Wochenblatt.  În 1993 își petrece șase luni în Sank Petersburg experiență ce îl va inspira să scrie primul său roman 33 de clipe de fericire. La mijlocul anilor '90 se muta la Berlin, unde locuiește până în prezent.

## Activitate
Din 2006 devine membru al Academiei de Arte din Berlin⁠(de)[traduceți], iar din 2010 este directorul depertamentului de literatură a acesteia.
Din 2007 este bursier al Villa Massimo, centrul cultural german de la Roma, și devine membru al Academiei de Limba si Literatura Germană.

## Opere
- 33 Augenblicke des Glücks, Berlin 1995
- Simple Storys, Berlin 1998
- Der Brief meiner Wirtin, Ludwigsburg 2000
- Von Nasen, Faxen und Ariadnefäden, Berlin 2000
- Mr. Neitherkorn und das Schicksal, Berlin 2001
- Würde ich nicht lesen, würde ich auch nicht schreiben, Lichtenfels 2002
- Neue Leben, Berlin 2005
- Handy. Dreizehn Storys in alter Manier, Berlin 2007
- Adam und Evelyn, Berlin 2008
- Was wollen wir?, Berlin Verlag, 2009
- Augusto, der Richter - Eine Erzählung, Prestel Verlag, 2010
- Orangen und Engel, Berlin Verlag, 2010
- Unsere schönen neuen Kleider, Hanser Berlin, 2012
- Henkerslos, Hanser Berlin, 2013

## Prezența în România și traduceri în limba română
În octombrie 2023, Ingo Schulze este prezent la Iași, în cadrul Festivalului Internațional de Literatură și Traducere (FILIT).
- 33 de clipe de fericire: Din însemnările aventuroase ale germanilor în Piter, traducător Mircea Dragoman, Editura Paralela 45, Pitești, 2006 (ISBN 978-973-21-0975-5)
- Celularul, Editura Minerva, 2009 (ISBN 978-973-21-0983-0)
- Simple Storys. Un roman din provincia est-germană, Editura Minerva, 2010 (ISBN 978-973-724-287-7)
- Adam și Evelyn', traducător Radu-Mihai Alexe, Editura Allfa, 2010 (ISBN 978-973-724-287-7)[20]
- Peter Holtz. Viața lui fericită povestită de el însuși, traducător Victor Scoradet, Editura Europress, 2020, (ISBN 978-606-66-8232-9)

## Distincții
- Premiul Alfred Döblin, 1995 (premiu de promovare)
- Johannes-Bobrowski-Medaille⁠(de)[traduceți], 1998, pentru Simple Storys
- Premiul Grinzane Cavour, ficțiune literatură străină, 2008, pentru Neue Leben
- Premiul Bertolt Brecht 2013

## Vezi și
- Literatura germană

## Legături externe
- de Ingo Schulze în Catalogul Bibliotecii Naționale a Germaniei (Informații despre Ingo Schulze • PICA • Căutare pe site-ul Apper)
- Ingo Schulze la Internet Movie Database